# Représentations diplomatiques du Vietnam

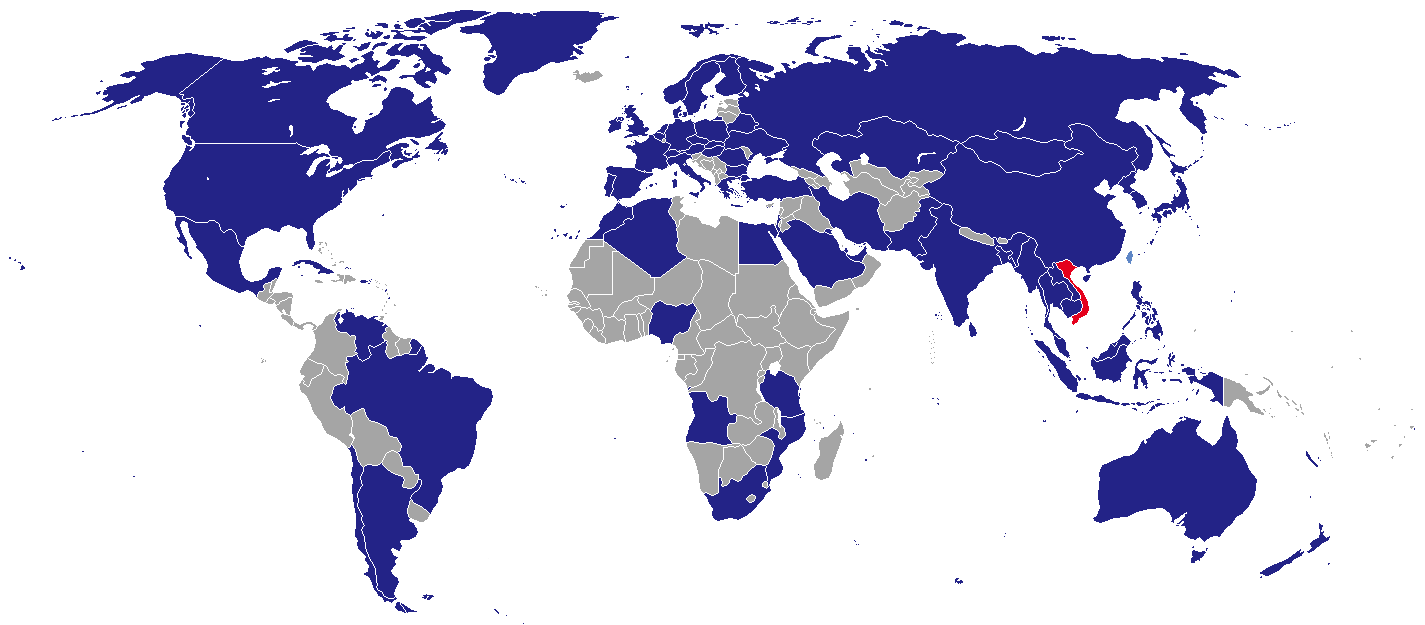
Représentations diplomatiques du Vietnam.

Voici les représentations diplomatiques du Vietnam à l'étranger, hormis les consulats honoraires.

## Afrique
- Afrique du Sud
  - Pretoria (ambassade)
- Algérie
  - Alger (ambassade)
- Angola
  - Luanda (ambassade)
- Égypte
  - Le Caire (ambassade)
- Maroc
  - Rabat (ambassade)
- Mozambique
  - Maputo (ambassade)
- Nigeria
  - Abuja (ambassade)
- Tanzanie
  - Dar es Salaam (ambassade)

## Amérique
- Argentine
  - Buenos Aires (ambassade)
- Brésil
  - Brasília (ambassade)
- Canada
  - Ottawa (ambassade)
  - Vancouver (consulat général)
- Chili
  - Santiago du Chili (ambassade)
- Cuba
  - La Havane (ambassade)
- États-Unis
  - Washington (ambassade)
  - Houston (consulat général)
  - New York (consulat général)
  - San Francisco (consulat général)
- Mexique
  - Mexico (ambassade)
- Venezuela
  - Caracas (ambassade)

## Asie
- Arabie saoudite
  - Riyad (ambassade)
- Bangladesh
  - Dhaka (ambassade)
- Birmanie
  - Yangon (ambassade)
- Brunei
  - Bandar Seri Begawan (ambassade)
- Cambodge
  - Phnom Penh (ambassade)
  - Battambang (consulat général)
  - Sihanoukville (consulat général)
- Chine
  - Pékin (ambassade)
  - Canton (consulat général)
  - Hong Kong (consulat général)
  - Kunming (consulat général)
  - Nanning (consulat général)
  - Shanghai (consulat général)
- Corée du Nord
  - Pyongyang (ambassade)
- Corée du Sud
  - Séoul (ambassade)
  - Pusan (consulat général)
- Émirats arabes unis
  - Abou Dabi (ambassade)
- Inde
  - New Delhi (ambassade)
  - Bombay (consulat général)
- Indonésie
  - Jakarta (ambassade)
- Iran
  - Téhéran (ambassade)
- Israël
  - Tel Aviv (ambassade)
- Japon
  - Tokyo (ambassade)
  - Fukuoka (consulat général)
  - Osaka (consulat général)
  - Nagoya (consulat)
- Kazakhstan
  - Noursoultan (ambassade)
- Koweït
  - Koweït (ambassade)
- Laos
  - Vientiane (ambassade)
  - Luang Prabang (consulat général)
  - Pakse (consulat général)
  - Savannakhet (consulat général)
- Malaisie
  - Kuala Lumpur (ambassade)
- Mongolie
  - Oulan-Bator (ambassade)
- Pakistan
  - Islamabad (ambassade)
- Philippines
  - Manille (ambassade)
- Qatar
  - Doha (ambassade)
- Singapour
  - Singapour (ambassade)
- Sri Lanka
  - Colombo (ambassade)
- Taïwan
  - Taipei (bureau de représentation)
- Thaïlande
  - Bangkok (ambassade)
  - Khon Kaen (consulat général)
- Turquie
  - Ankara (ambassade)

## Europe
- Allemagne
  - Berlin (ambassade)
  - Francfort (consulat général)
- Autriche
  - Vienne (ambassade)
- Belgique
  - Bruxelles (ambassade)
- Biélorussie
  - Minsk (ambassade)
- Bulgarie
  - Sofia (ambassade)
- Danemark
  - Copenhague (ambassade)
- Espagne
  - Madrid (ambassade)
- Finlande
  - Helsinki (ambassade)
- France
  - Paris (ambassade)
- Grèce
  - Athènes (ambassade)
- Hongrie
  - Budapest (ambassade)
- Irlande
  - Dublin (ambassade)
- Italie
  - Rome (ambassade)
- Norvège
  - Oslo (ambassade)
- Pays-Bas
  - La Haye (ambassade)
- Pologne
  - Varsovie (ambassade)
- Portugal
  - Lisbonne (ambassade)
- Roumanie
  - Bucarest (ambassade)
- Royaume-Uni
  - Londres (ambassade)
- Russie
  - Moscou (ambassade)
  - Iekaterinbourg (consulat général)
  - Vladivostok (consulat général)
- Slovaquie
  - Bratislava (ambassade)
- Suède
  - Stockholm (ambassade)
- Suisse
  - Berne (ambassade)
- Tchéquie
  - Prague (ambassade)
- Ukraine
  - Kiev (ambassade)

## Océanie
- Australie
  - Canberra (ambassade)
  - Perth (consulat général)
  - Sydney (consulat général)
- Nouvelle-Zélande
  - Wellington (ambassade)

## Organisations internationales
- Bruxelles (mission permanente auprès de l'Union européenne)
- Genève (mission permanente auprès de l'Organisation des Nations unies)
- New York (mission permanente auprès de l'Organisation des Nations unies)
- Paris (mission permanente auprès de l'UNESCO)
- Vienne (mission permanente auprès de l'Organisation des Nations unies)

## Galerie

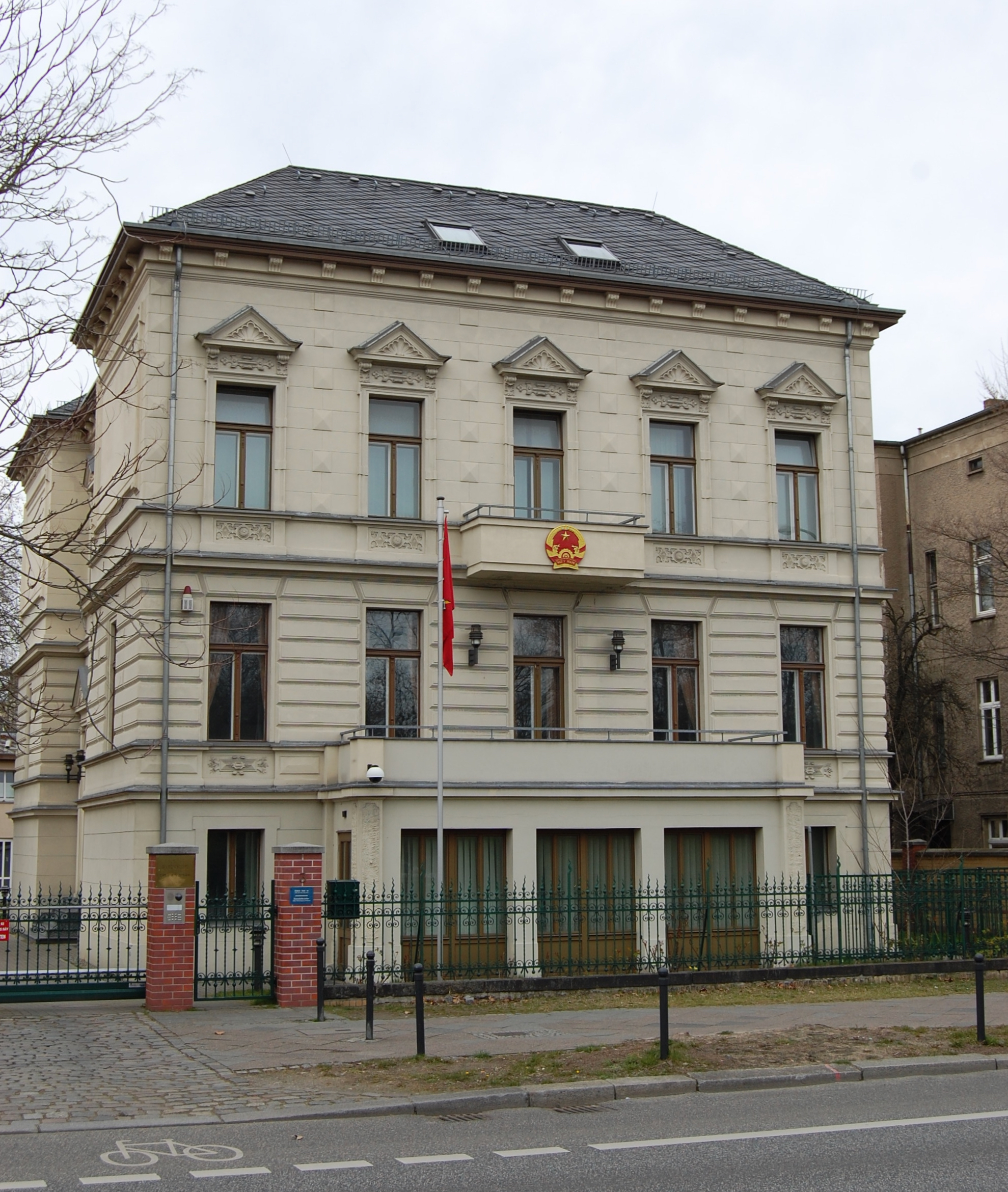
Ambassade à Berlin.
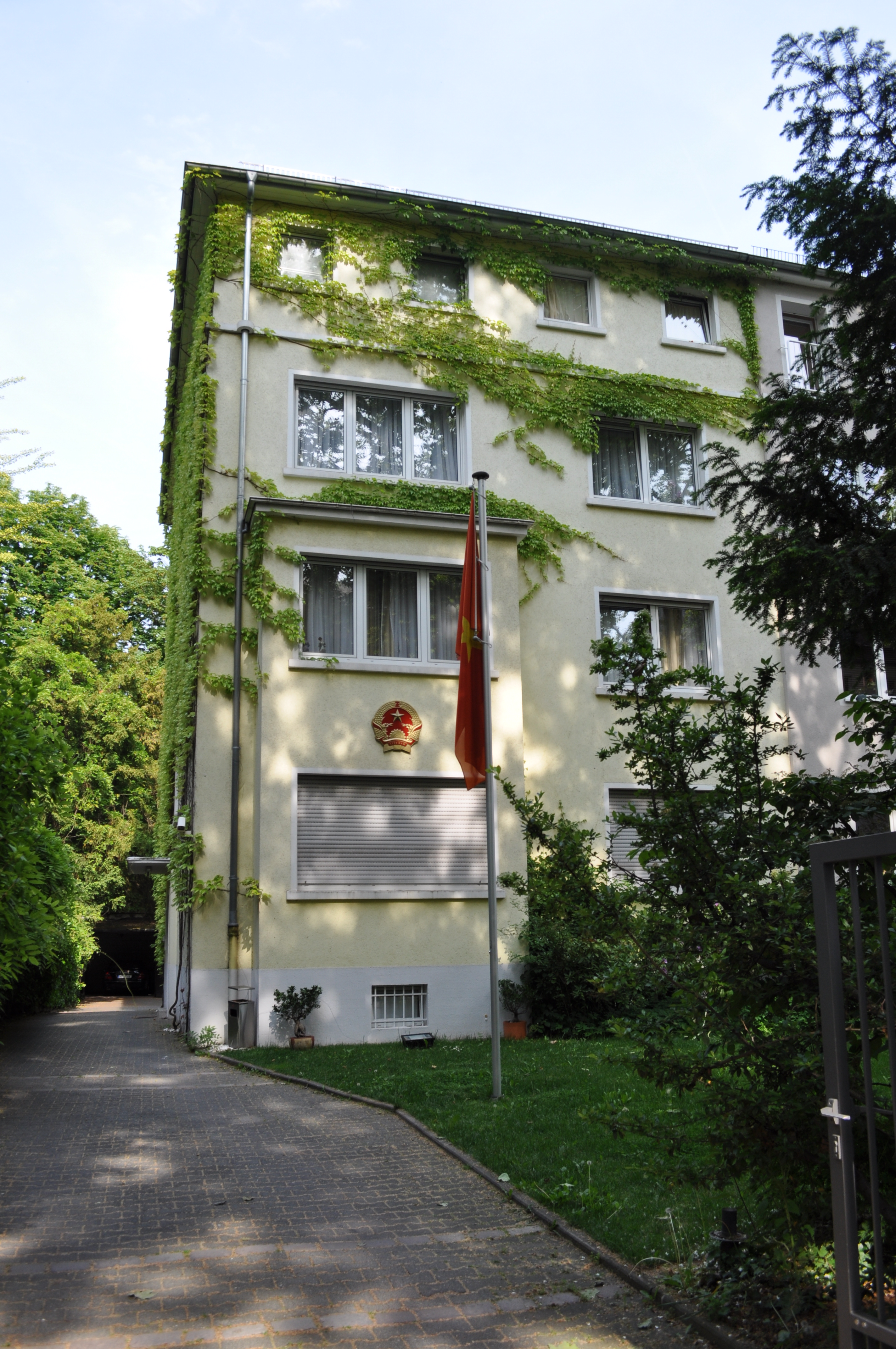
Consulat général à Francfort.
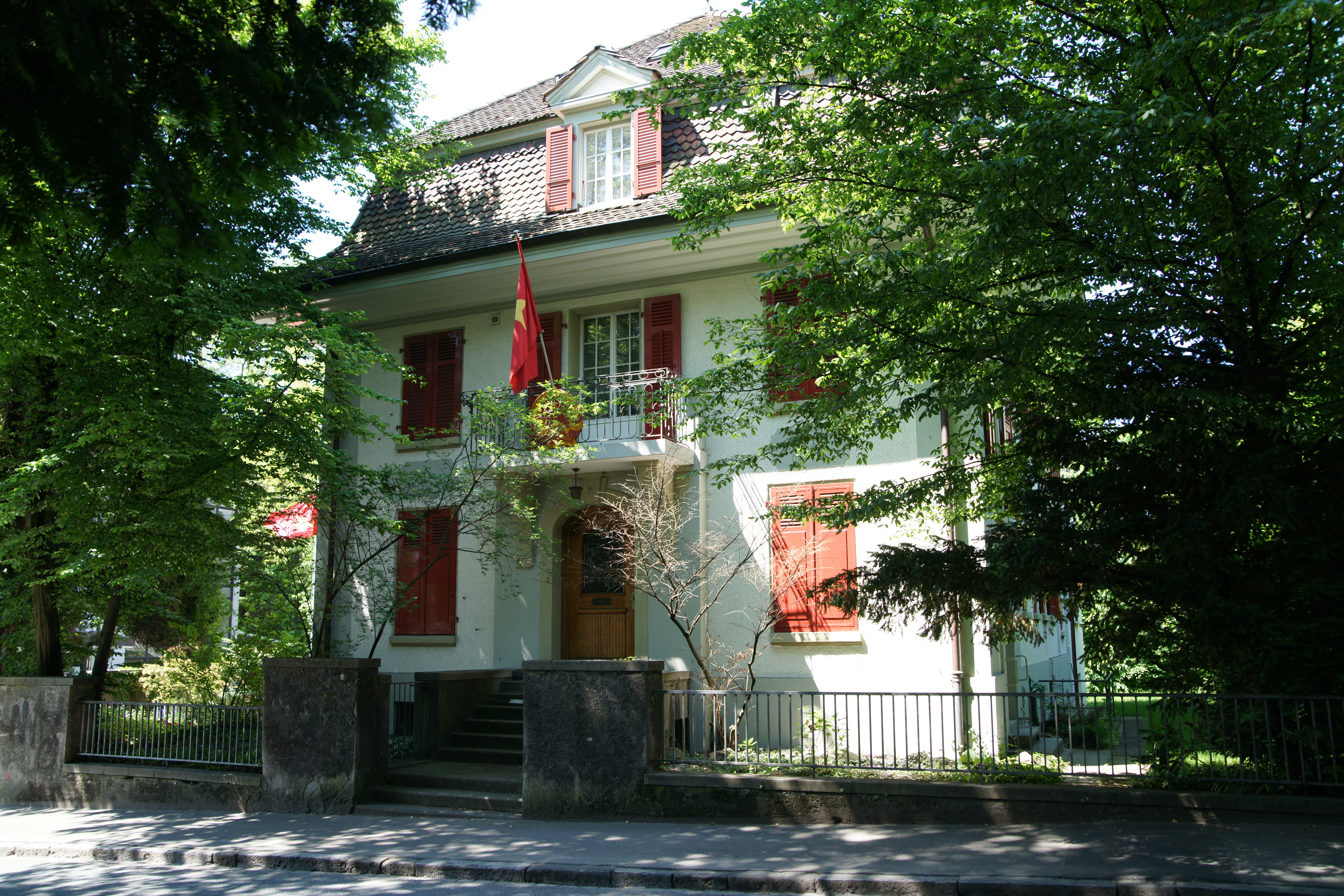
Ambassade à Berne.
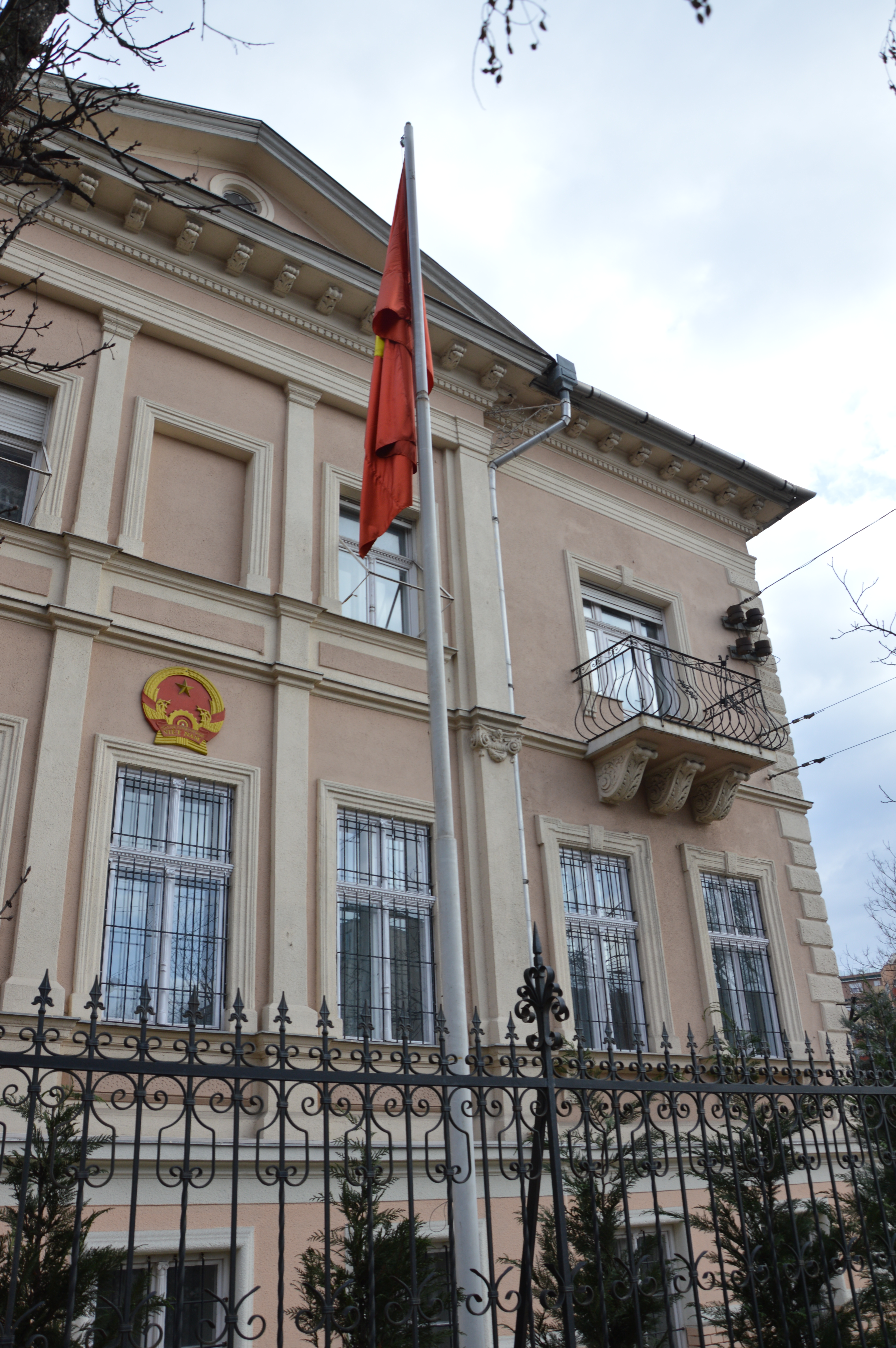
Ambassade à Budapest.
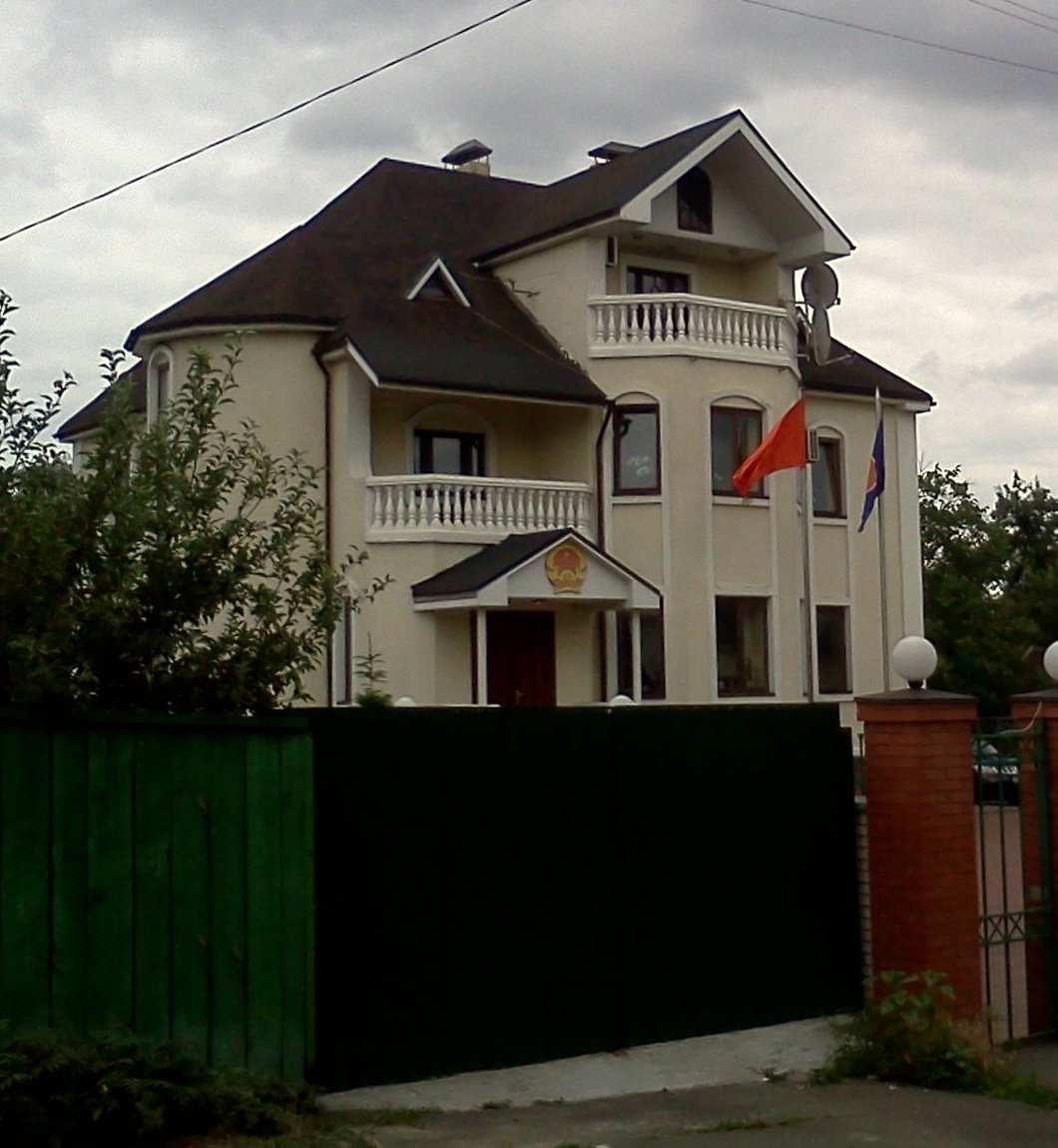
Ambassade à Kiev.
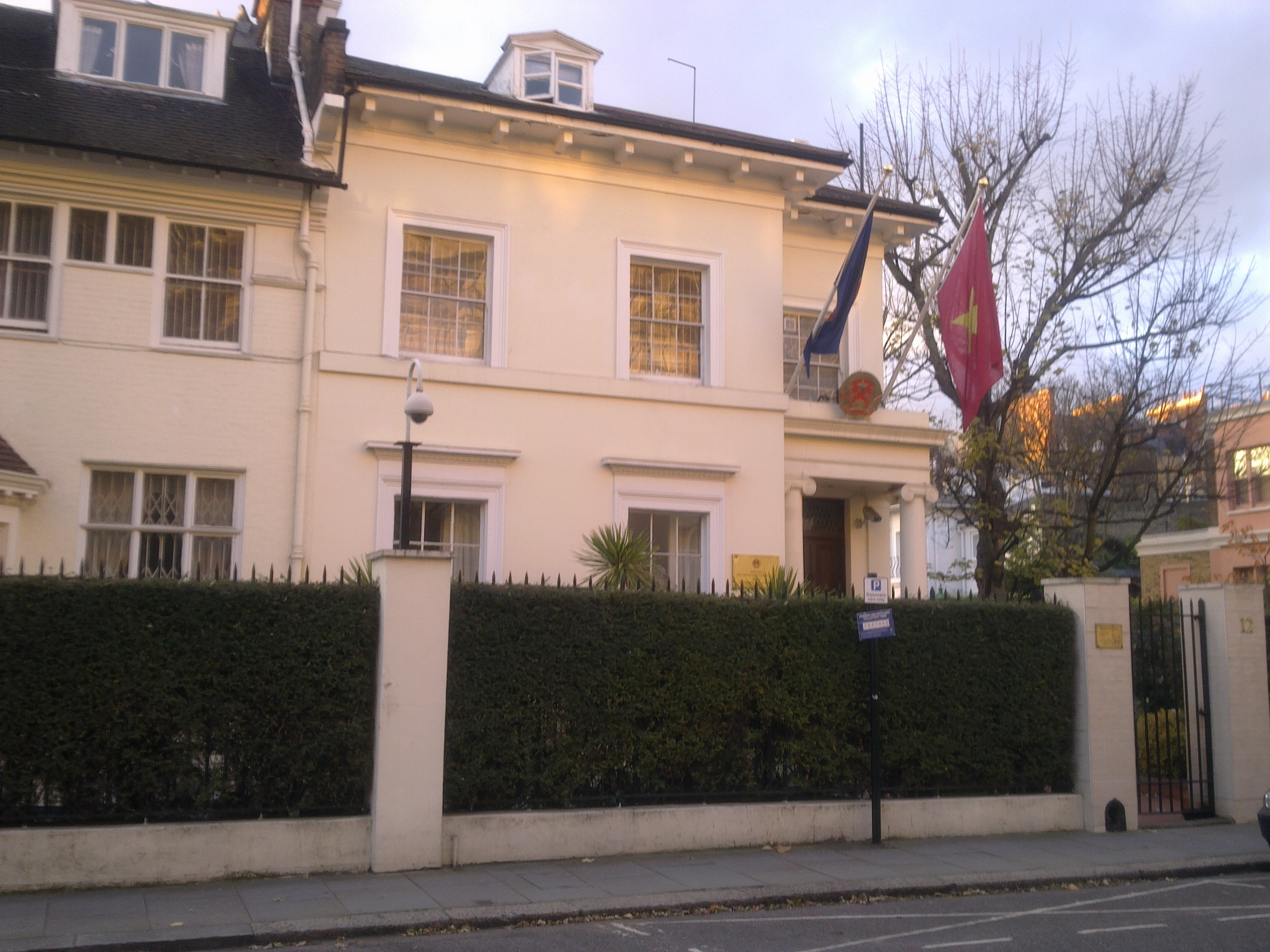
Ambassade à Londres.
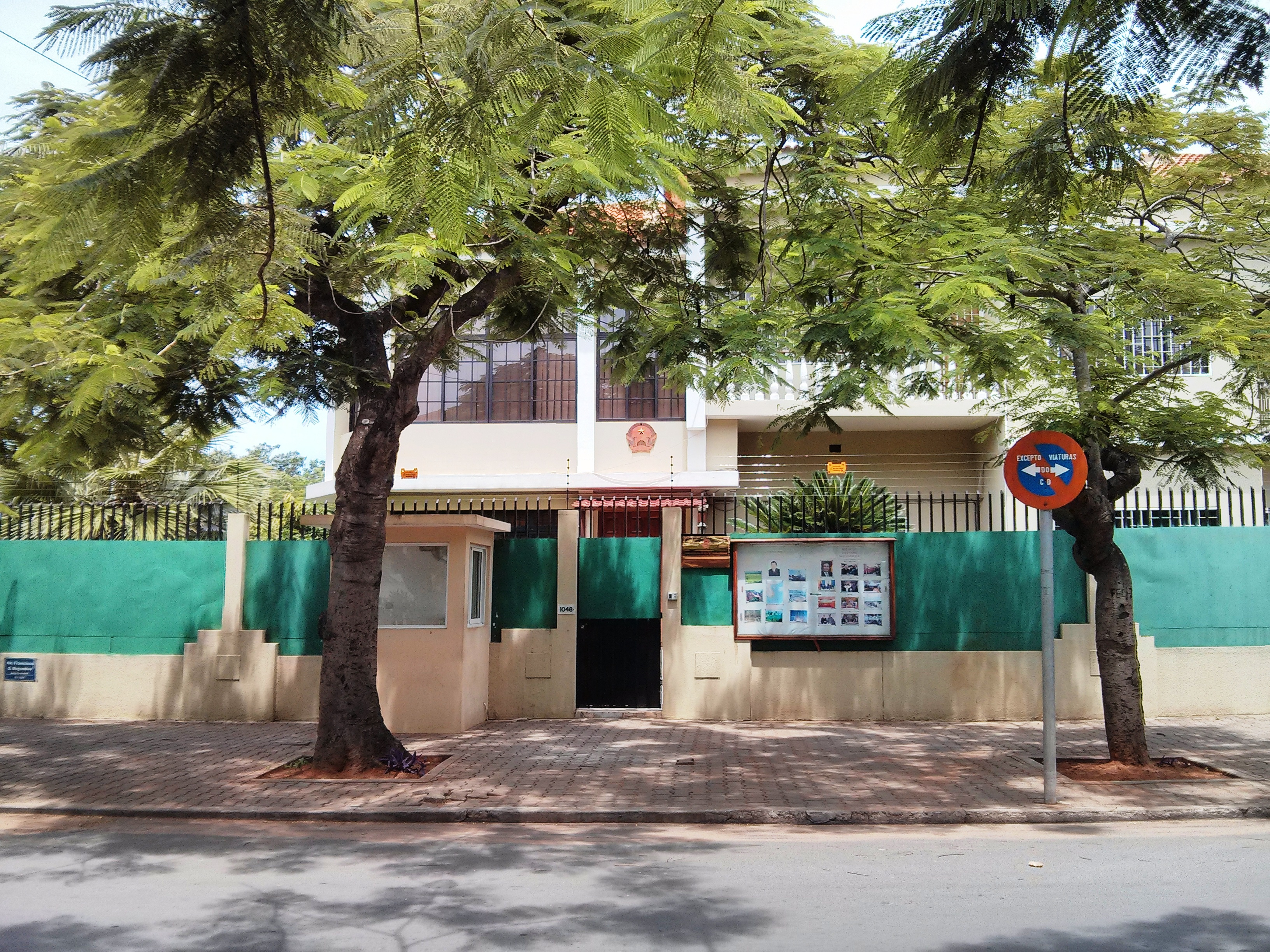
Ambassade à Maputo.
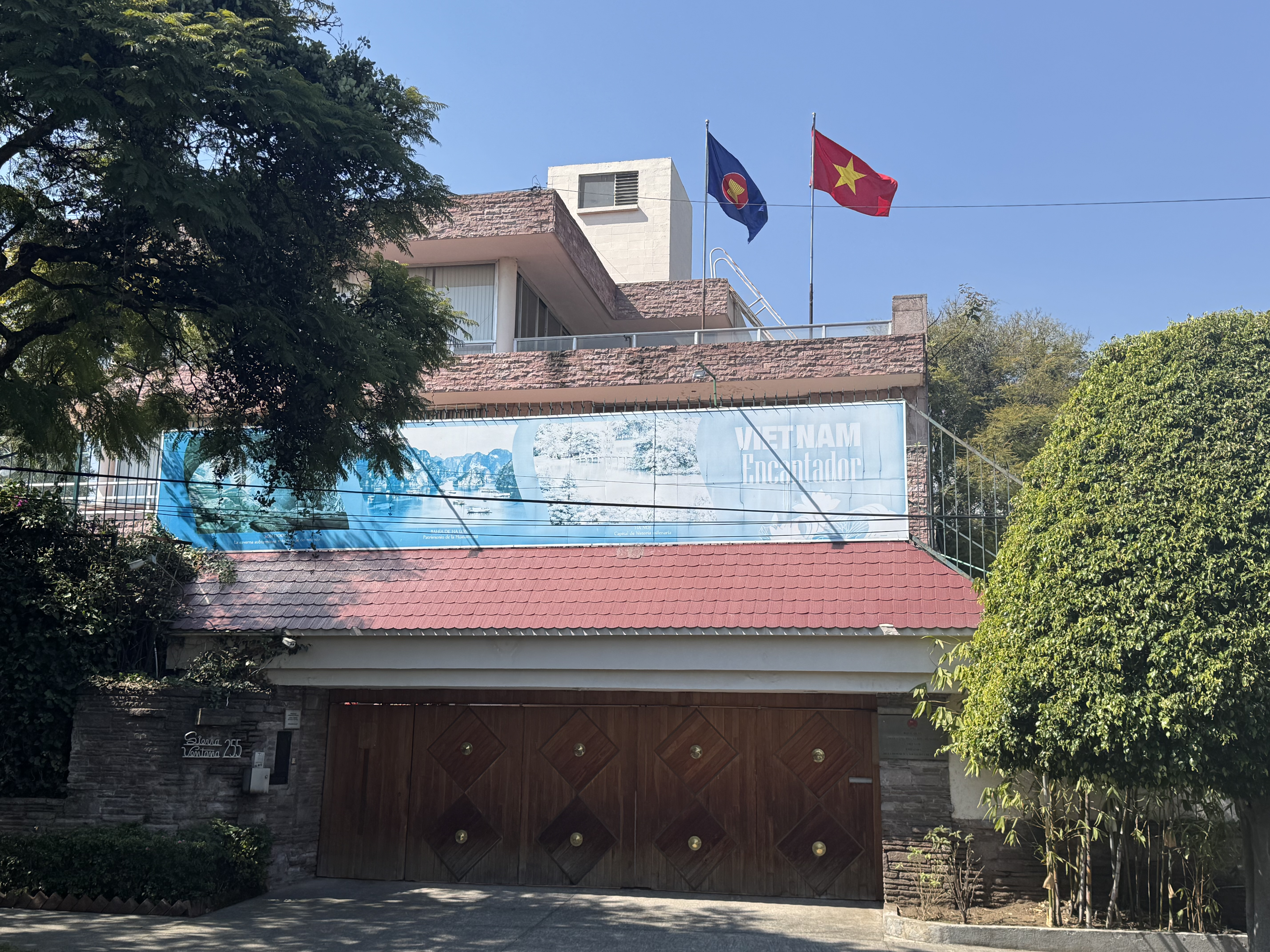
Ambassade à Mexico.
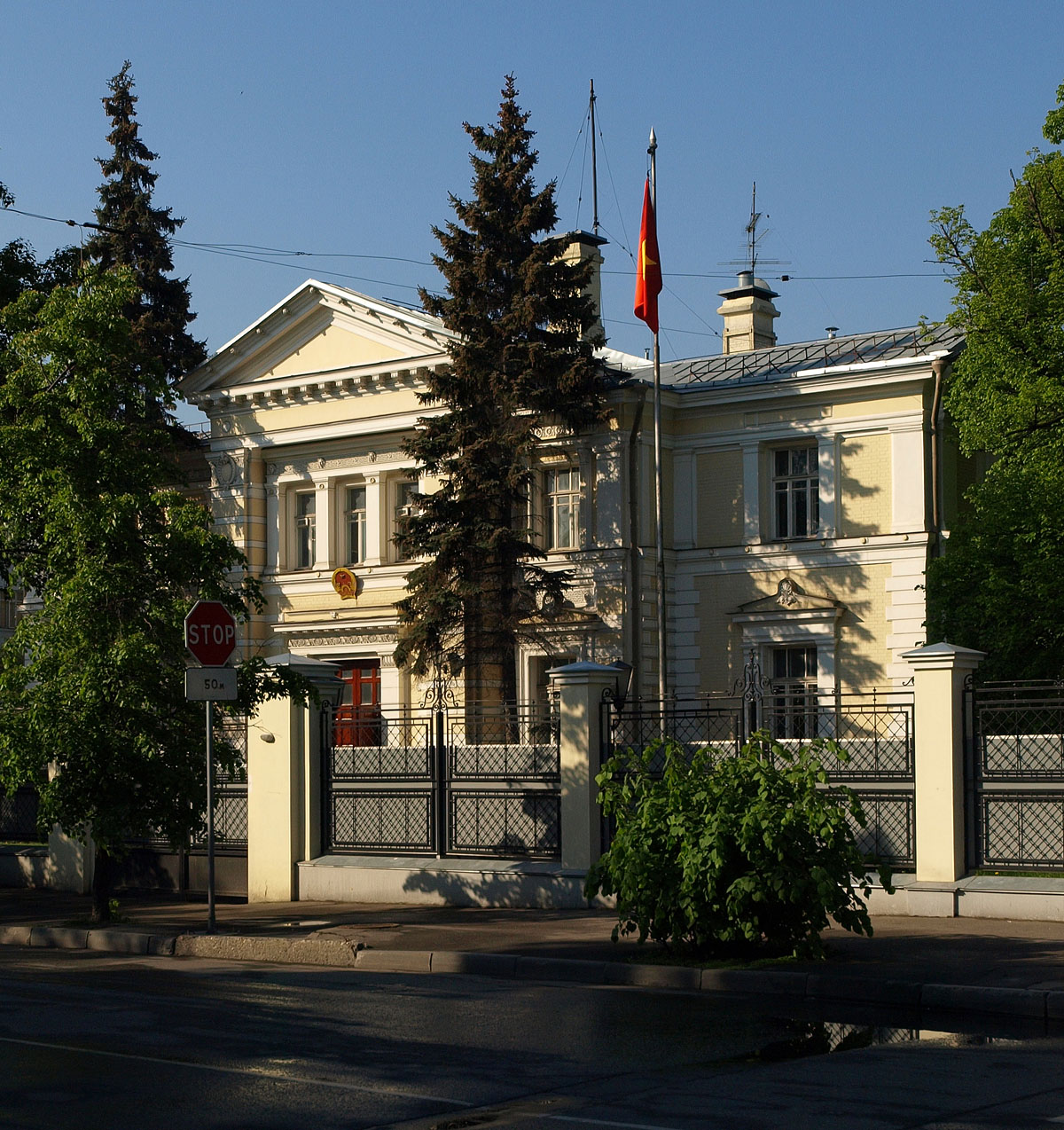
Ambassade à Moscou.
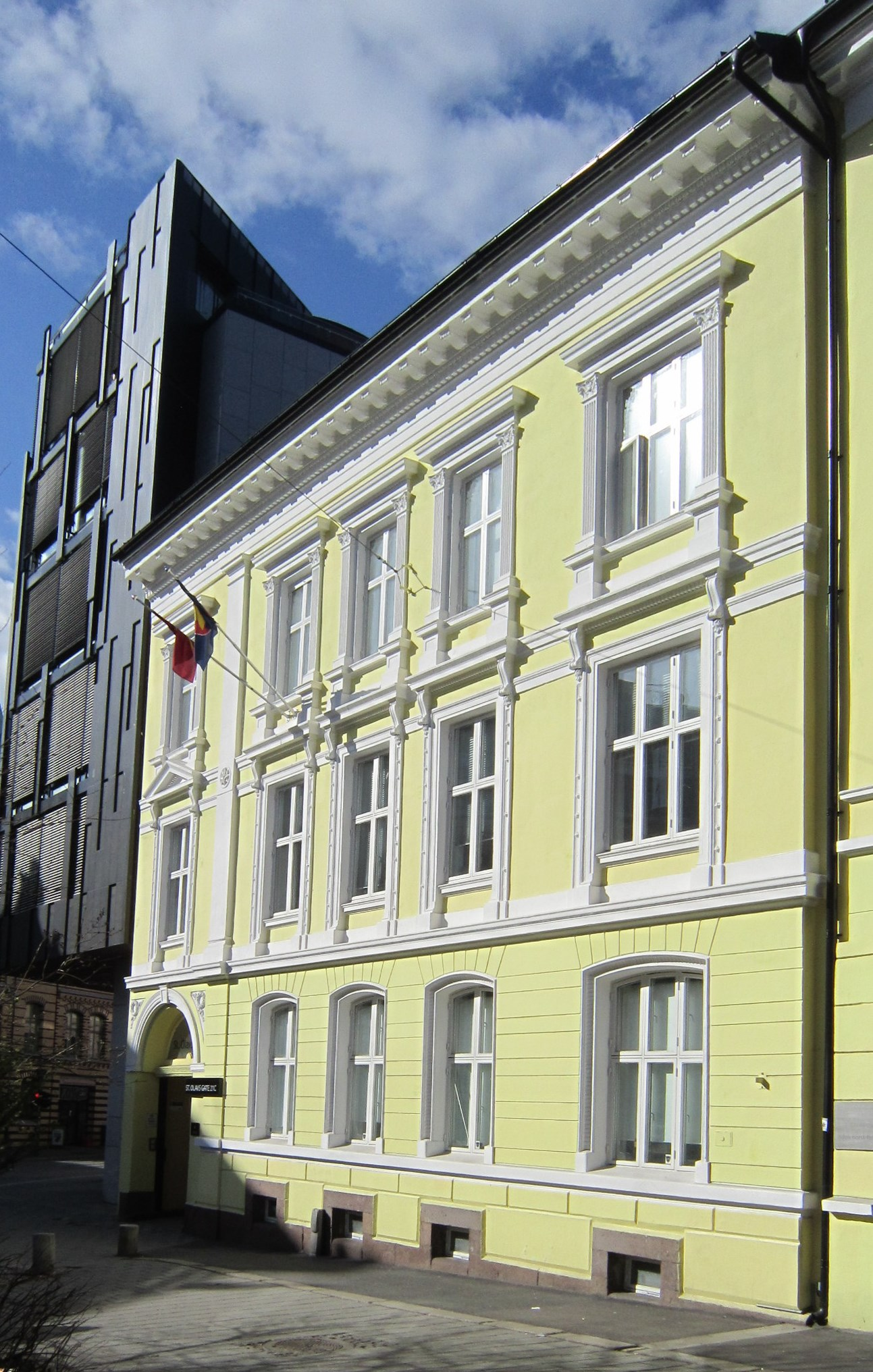
Ambassade à Oslo.
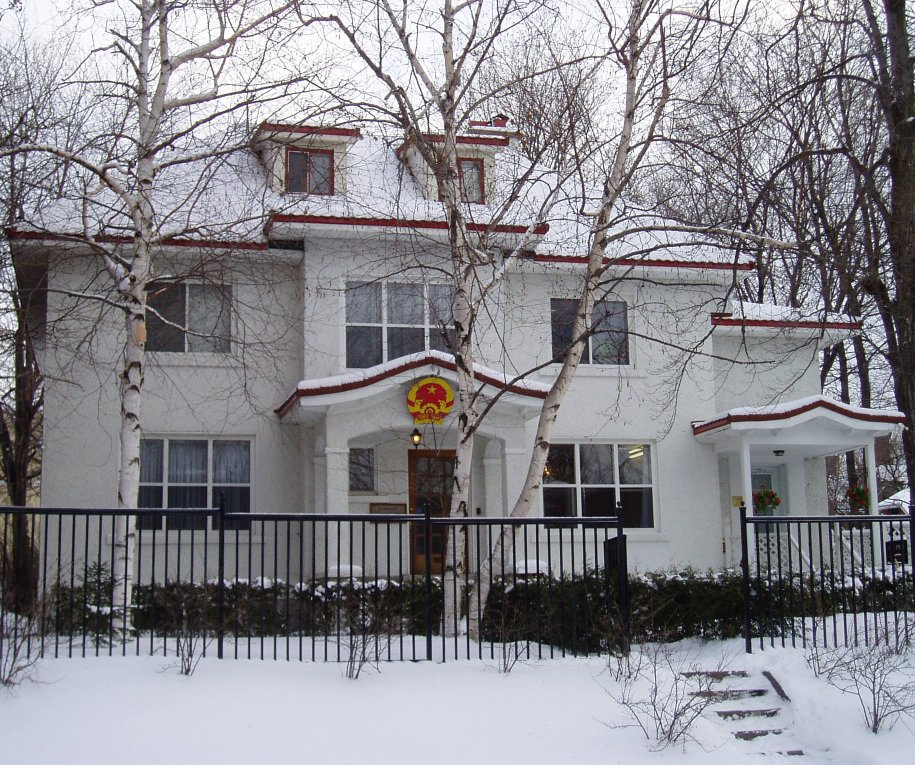
Ambassade à Ottawa.
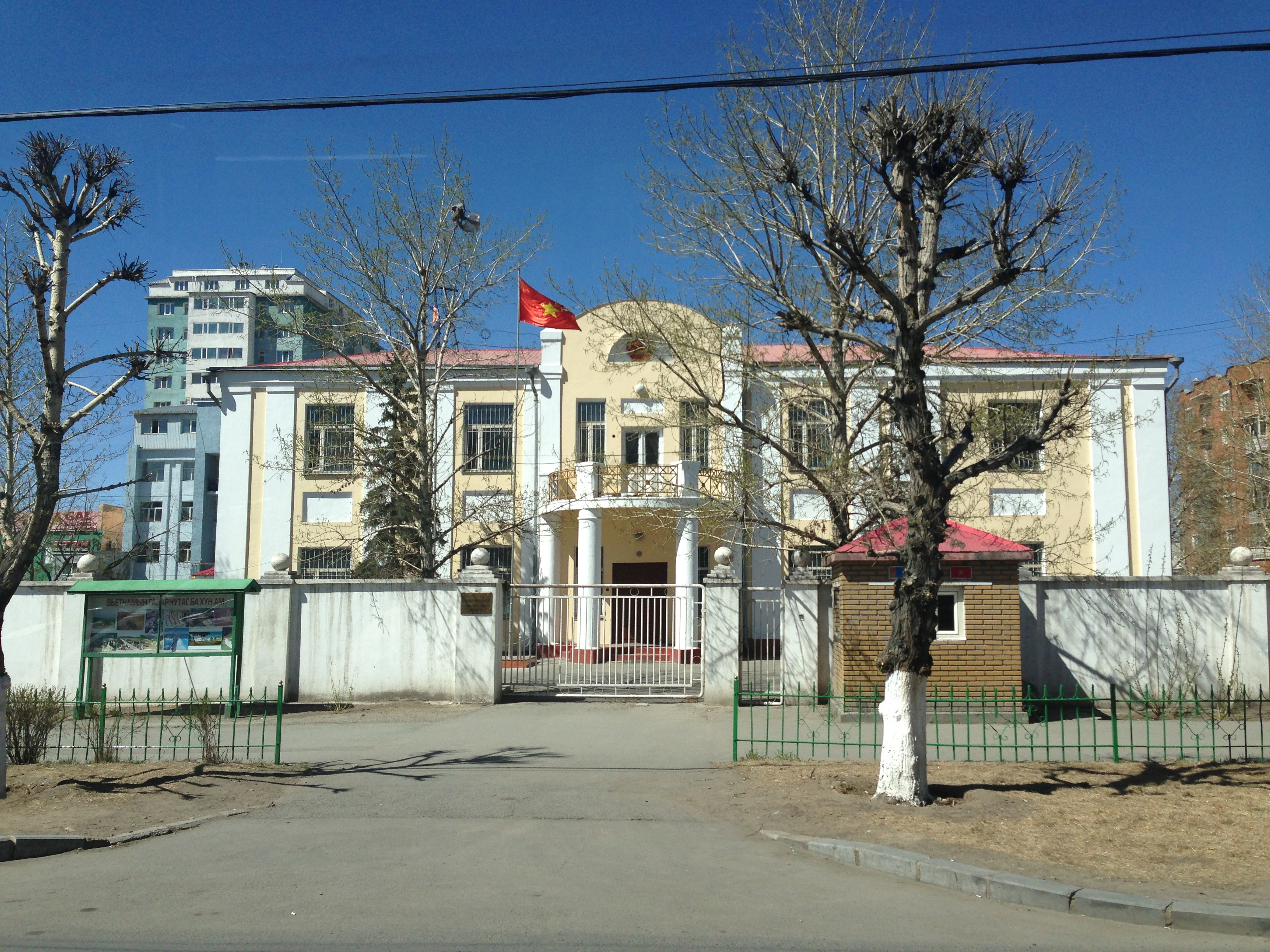
Ambassade à Oulan-Bator.
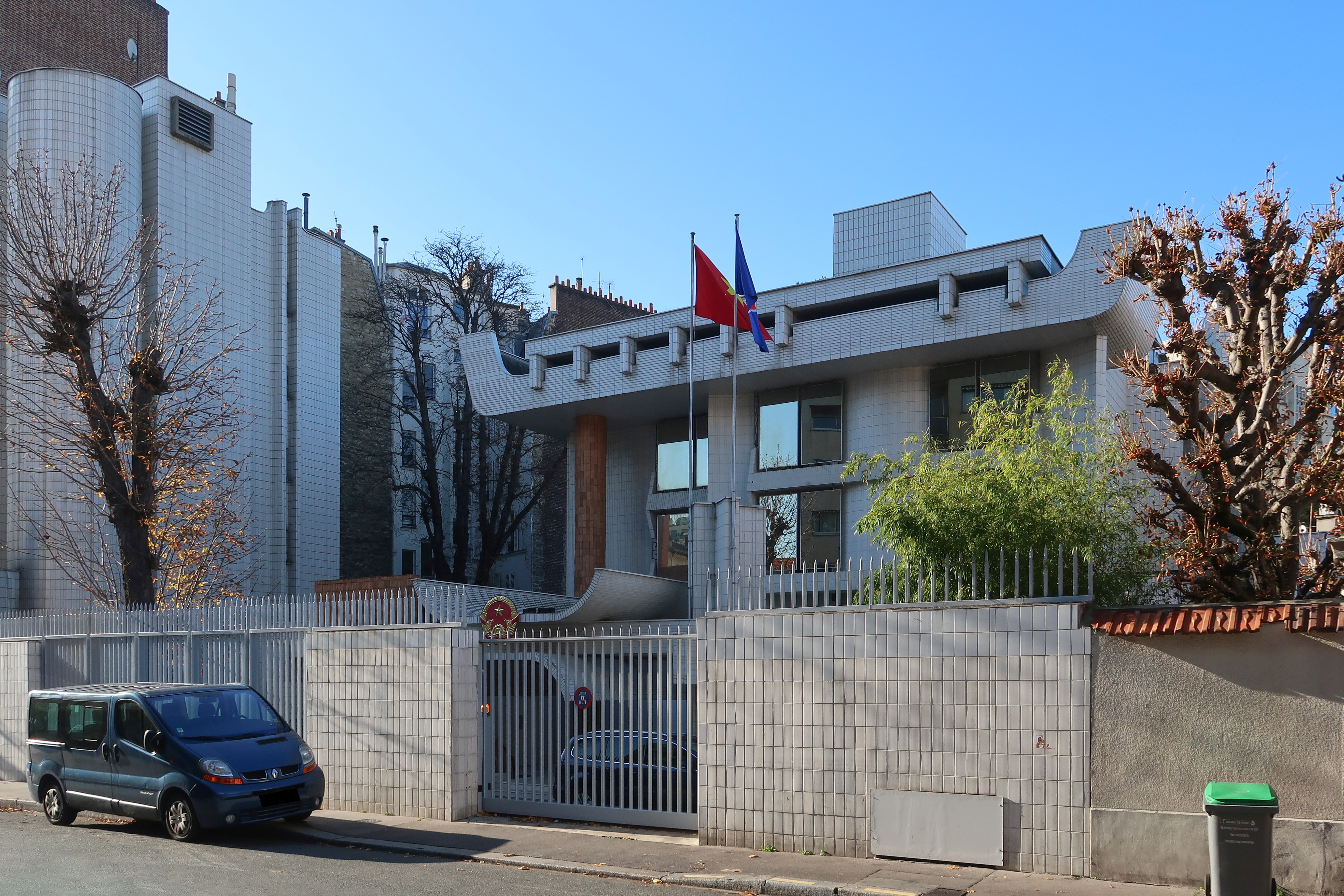
L'ancien siège de l'ambassade à Paris.
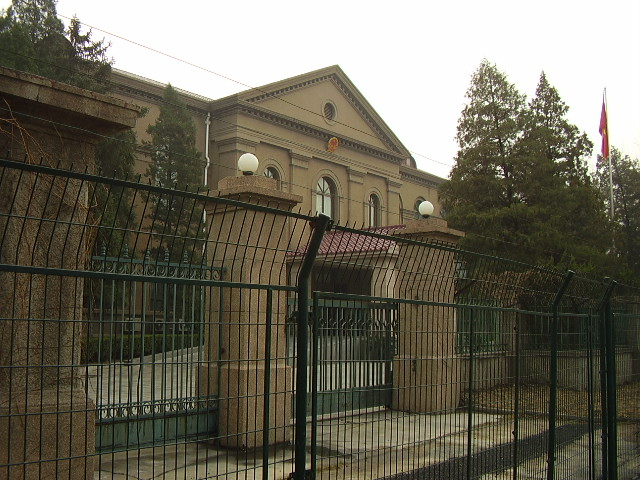
Ambassade à Pékin.
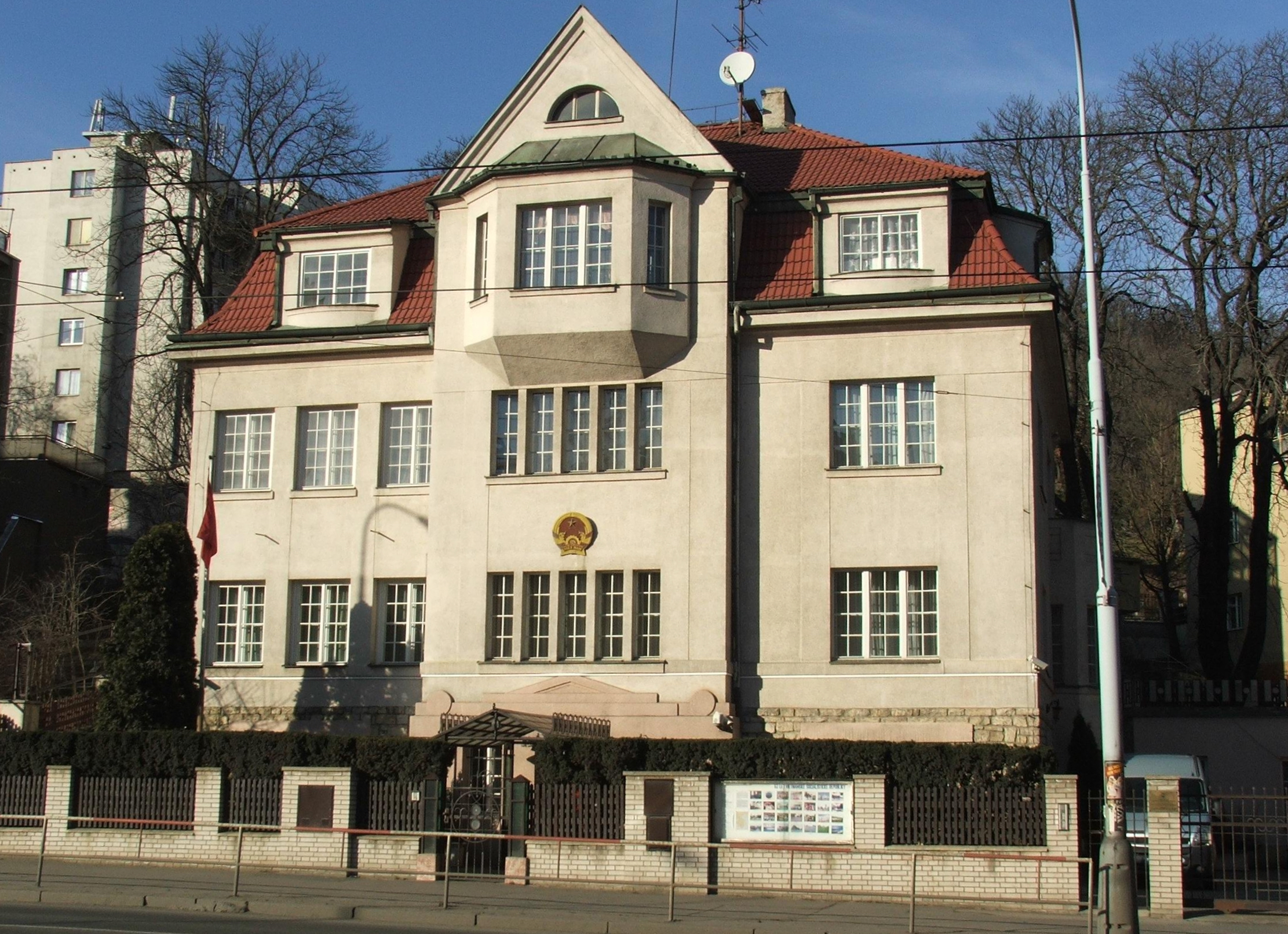
Ambassade à Prague.
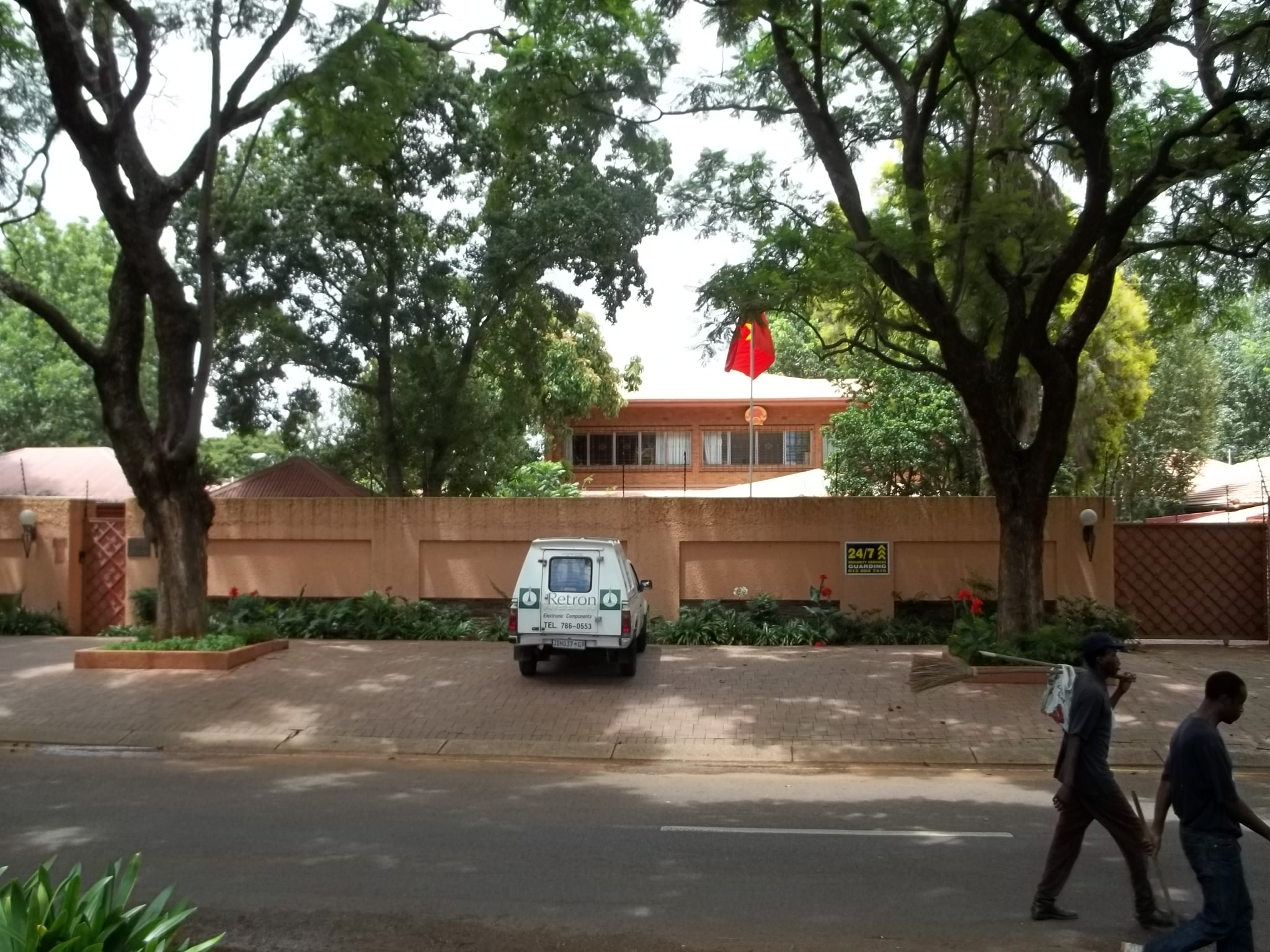
Ambassade à Pretoria.
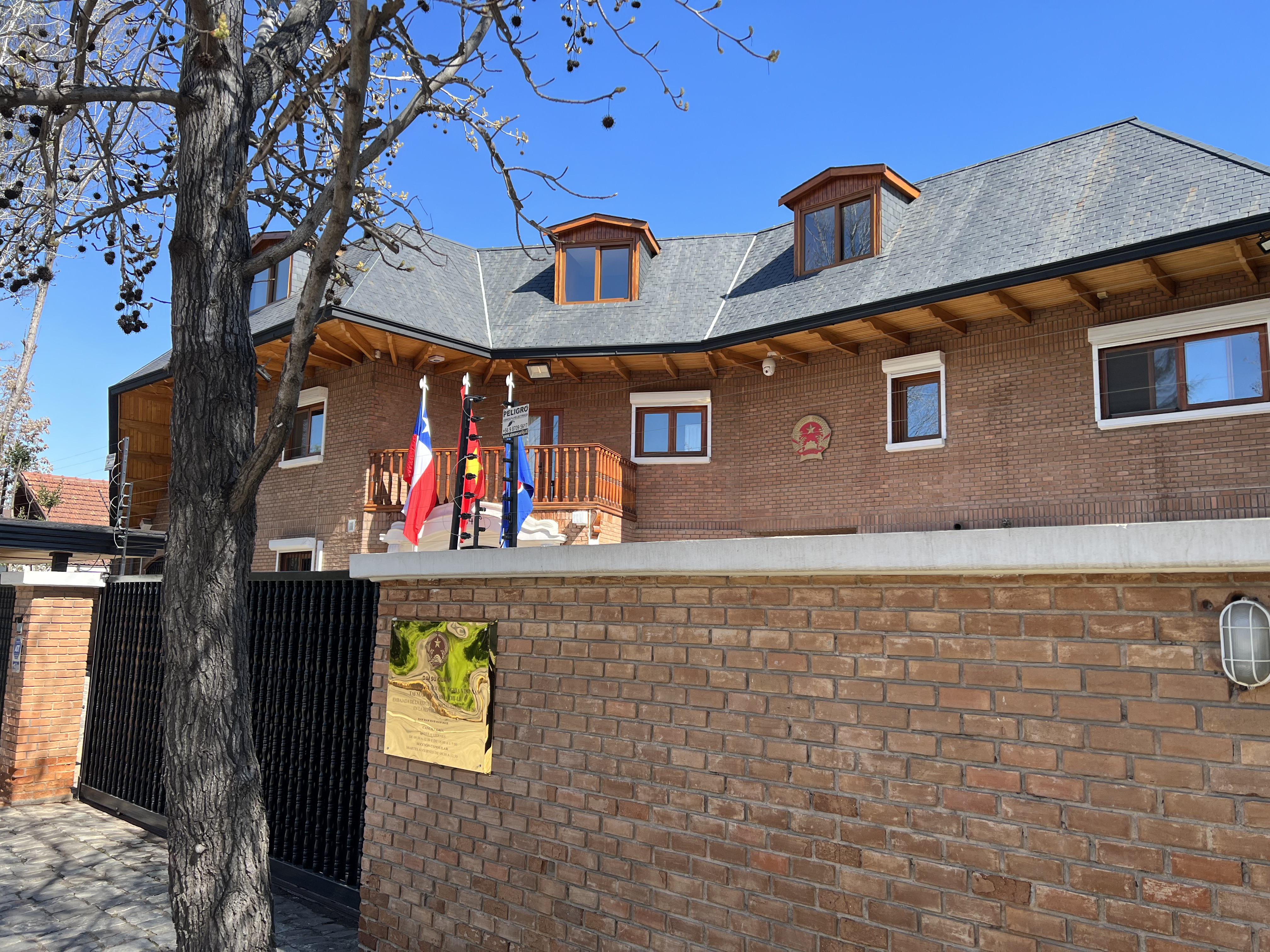
Ambassade à Santiago du Chili.
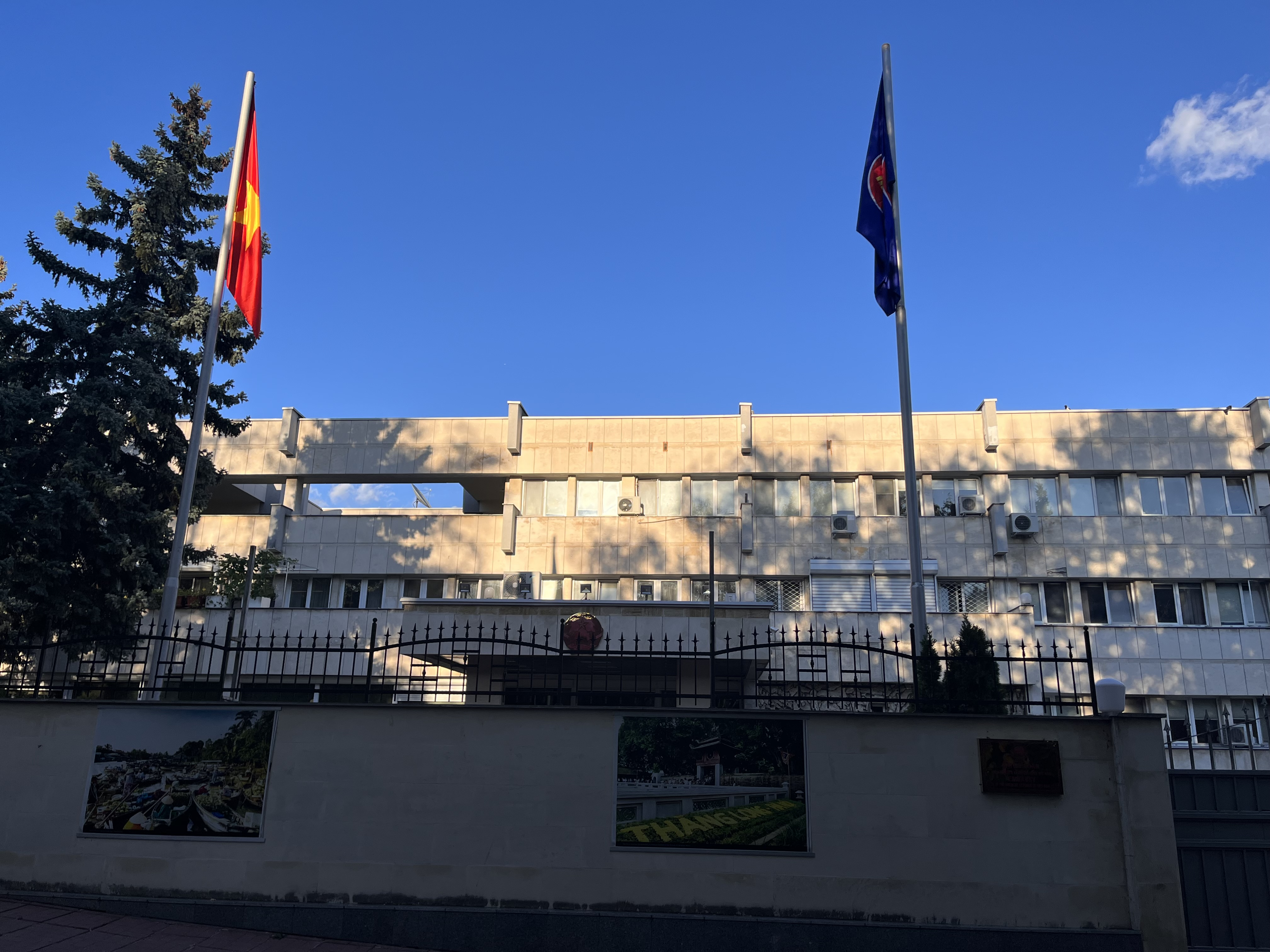
Ambassade à Sofia.
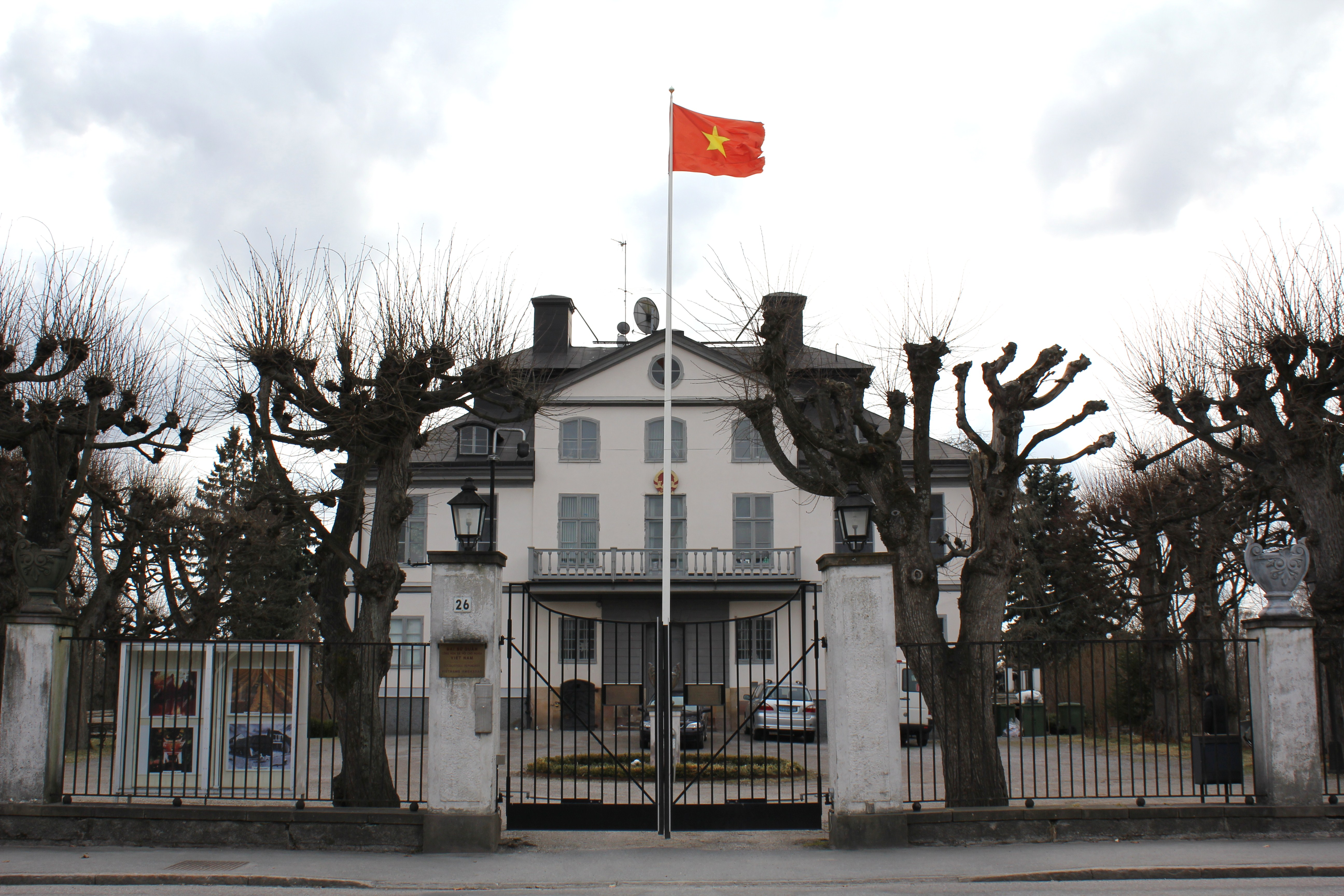
Ambassade à Stockholm.
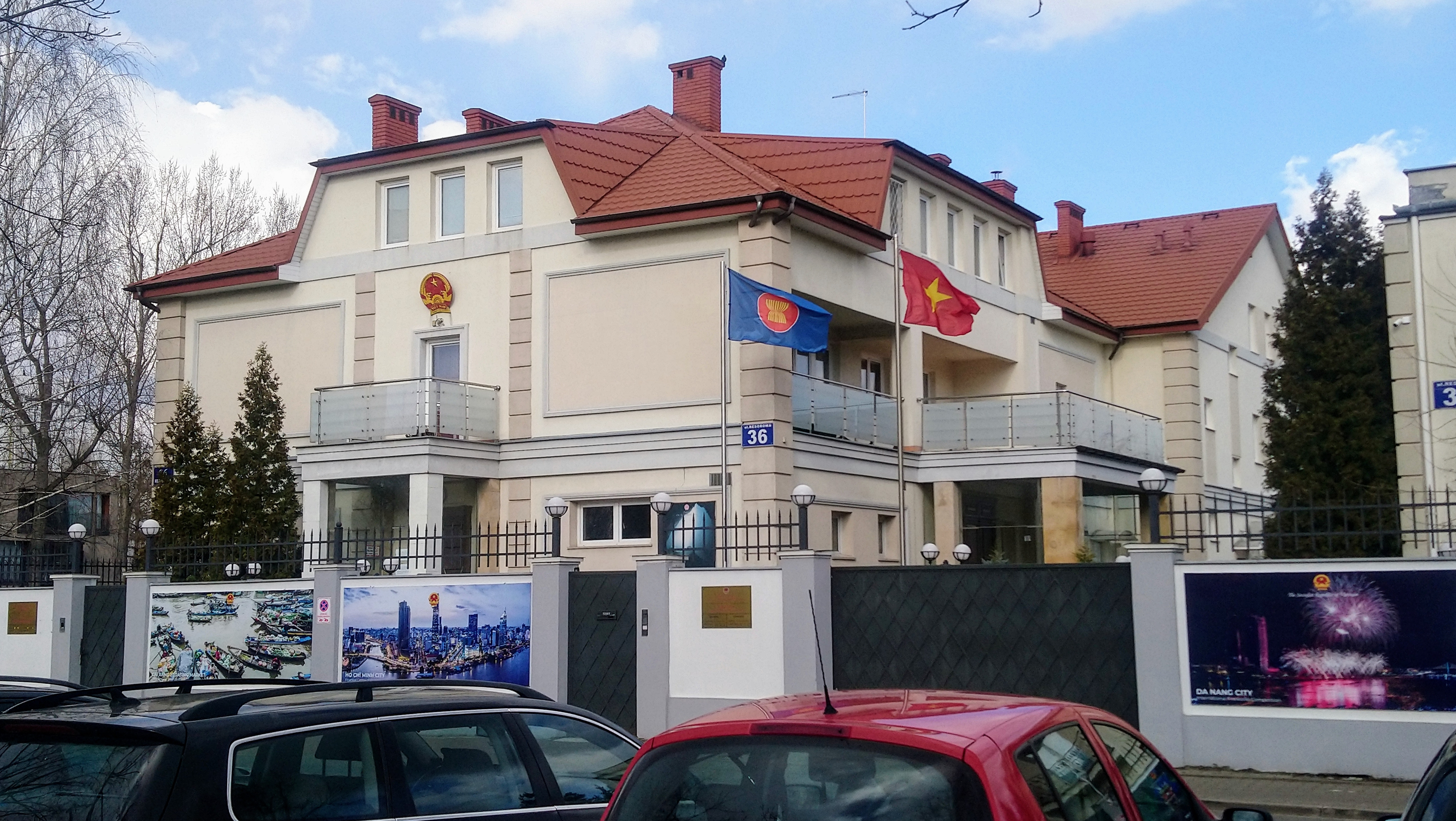
Ambassade à Varsovie.
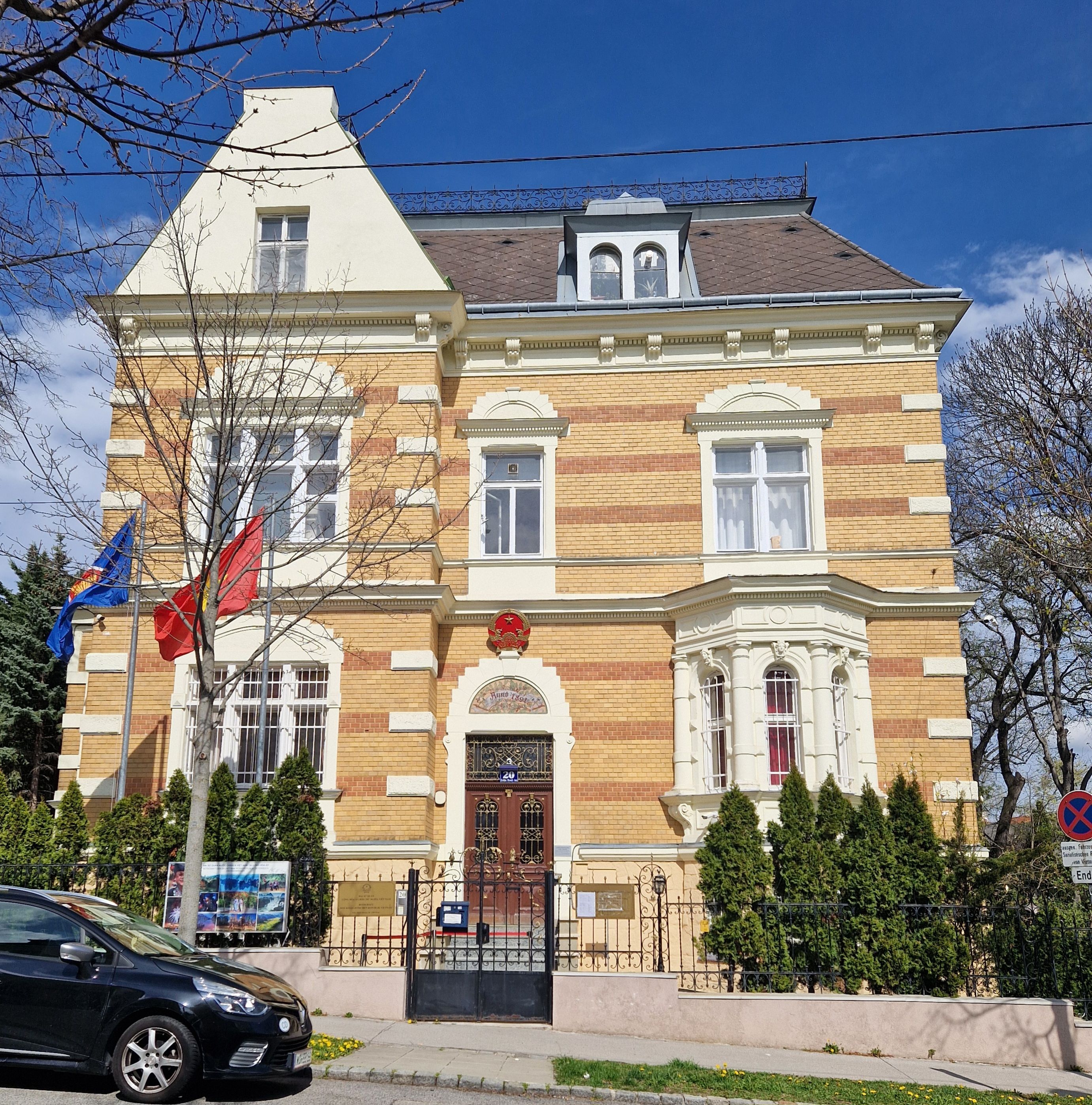
Ambassade à Vienne.
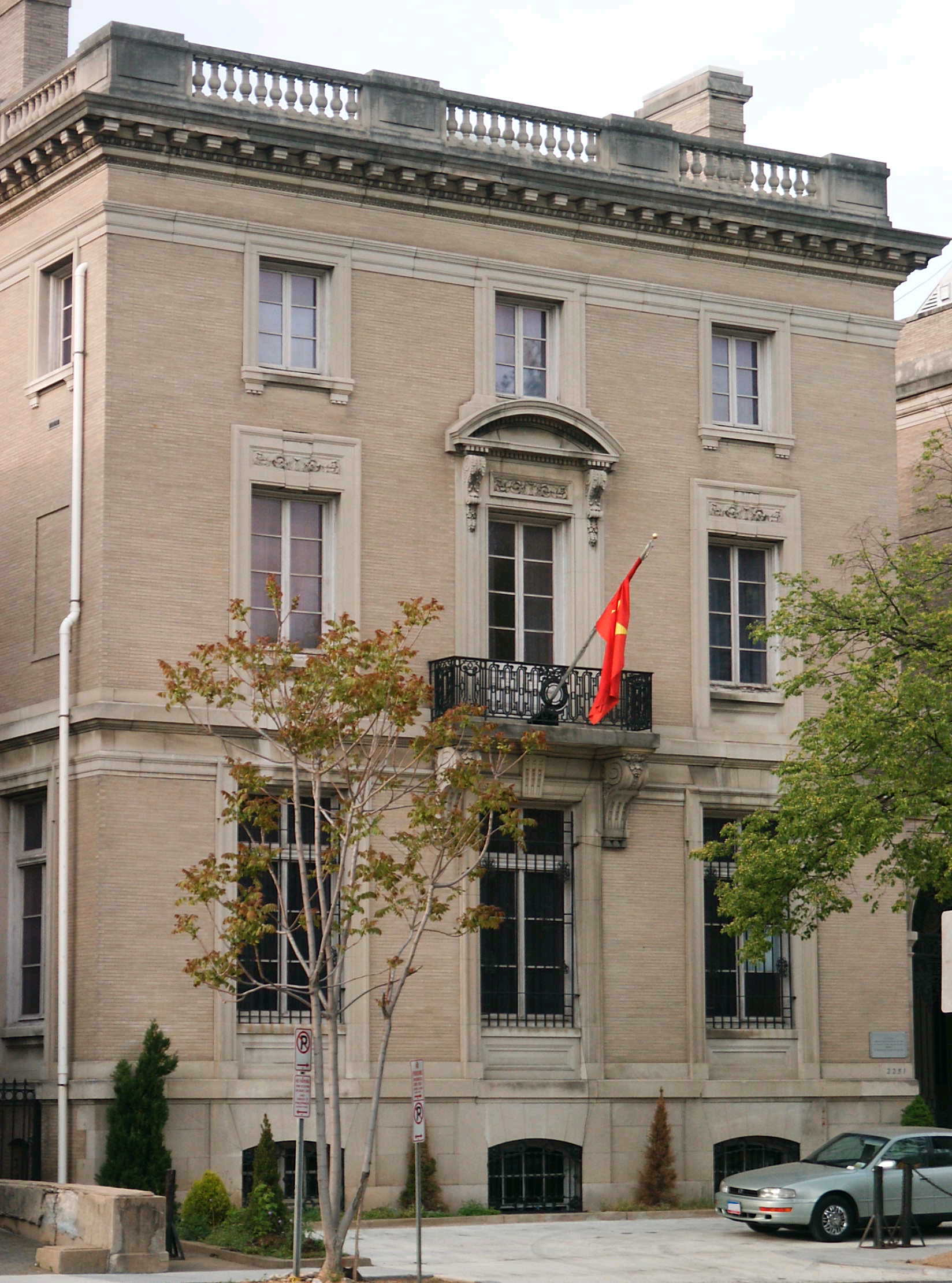
Résidence de l'ambassade à Washington.